# Oxalis telmatica
Oxalis telmatica är en harsyreväxtart som beskrevs av A. Lourteig. Oxalis telmatica ingår i släktet oxalisar, och familjen harsyreväxter. Inga underarter finns listade i Catalogue of Life.